# ターボばあちゃん
ターボばあちゃんは、現代妖怪に関する都市伝説の一つ。

## 概要
トンネル内を自動車で走っていると、突如窓を誰かに叩かれる。見ると自分の車と並走する老婆がこちらを見ている、というもの。場所は兵庫県六甲山とされる場合が多い。
朝里樹は、『日本現代怪異事典』で渡辺節子編著『夢で田中に振り向くな』に記載された、六甲山で「高速道路に出現し、走る車と四つん這いで並走」する、「背中に「ターボ」と書かれた紙がついている」老婆の怪異を、同様の怪異である「ターボババア」の項目で紹介している。また『夢で田中に振り向くな』には、福岡県で報告された、「灰色の着物」姿で四つん這いで走って自動車を追い、追いつくと車のガラスへ飛びつき横転させる「着物の老人」という老婆の怪異が記載されている。

## 派生形
快速バーチャン
学校の怪談編集委員会編『学校の怪談16』に山形県長井市からの報告として記載されている。80歳くらいの老婆の姿をし、時速80㎞で走行する自動車を追い抜いて行ったという。
棺桶ババア
自動車と並走して運転手をつかみ出し、担いでいた棺桶に入れてそのまま火葬場まで運ぶ、というもの。朝里樹によれば高速道路に出没することもあるという。
光速ババア
山口敏太郎『本当にいる日本の「現代妖怪」図鑑』によれば光の速度で走る老婆の怪異だという。同著者の『ホントにあった呪いの都市伝説』によれば「2003年ころ」出現したとされる。
三〇センチババア
京都府網野の引原峠付近に出る怪異。身長は30㎝ほどだが走行中の自転車を走って追い抜くといい、孤児の養育はするといわれるが一応人へ害を及ぼさないものの、朝里はポプラ社編集部編『映画「学校の怪談」によせられたこわーいうわさ』所収でやはり京都からの投稿である「JRのガード下」にすみ人へ噛みつく「三十センチババ」と関連する可能性を示唆している。
三輪車のお婆さん
宮崎県の海岸沿いに出現するという老婆の怪異。三輪車をこぐ音のみがするが、まれに猛スピードで三輪車をこぐ老婆の姿が現れ、消えるという。
ジェットババア
もの凄い速さで車を追いかける怪異で、自動車を追い抜かす際ににやりと笑うという。彼女に追い抜かれると事故が起こるともされるが、たいていは害がないとされる。ターボババアの前身ともされる。。
ジャンプばば
夜中に車で走っていると、後ろからこの老婆の姿をした怪異がジャンプして追い抜いていくといわれる。
一〇〇〇キロババア
高速道路をものすごい速さで走る老婆の姿をした怪異。朝里は彼女が「時速1,000kmで走る」可能性を示唆している。
タタタババア
夜中にオートバイあるいは自動車で走っているとこの老婆が現れ、同じ速度で走るという。彼女を気にしすぎると事故を起こすとされる。
ダッシュババア
高速道路を走行する自動車の後ろから現れ、ものすごい速さで追い抜く老婆の姿をした怪異。
ハイパーババア
ターボババアがさらなる力を得た形で、光速ババアの前身とされる。
走るバァさん
ある北海道のトンネルに出る怪異で、バイクと同じ速度で真っ赤な歯を見せて笑いながら走る。時速100ｋｍで走っても彼女は追いつくがトンネルを抜けると消えるといわれる。
八〇キロばあちゃん
時速80㎞で走行しているとこの上半身だけの老婆が現れ、腕だけで追走するという。
バスケばあちゃん
高速道路を走行中のバイクにバスケットボールをドリブルしながら併走し、チェストパスでボールを投げつけてくる、というもの。うっかりボールを受け取るとバイクが転倒し、無視してもボールをぶつけられて転倒しライダーは死んでしまう、とされる。同様に、学校の体育館に午前2時ころ「着物にバスケットシューズ」姿でバスケットボールをゴールポストへ入れる怪異と同名の「ジャンピングばばあ」が愛知県と静岡県の県境にあるトンネル付近で、「着物に下駄」姿で自動車を追い掛け回す(遭遇した車は事故にあうとされる)と言われる。
ひじかけババア
大阪の難波に現れ、自動車を追いかけてきて追いつかれると死亡するとされる。
一二〇キロババア
高速道路を時速120㎞で走る老婆。
一〇〇キロババア
摩周湖周辺を深夜に走る自動車につく怪異で、時速100㎞以上を出さないと逃げきれず、追いつかれると事故にあうとされる。
百キロ婆ちゃん
支笏湖に通じる峠道を深夜に走っていると出る老婆の怪異で、四つん這いで走りトンネルへ着くまでに追いつかれると事故にあうとされる。
ピョンピョンババア
ある愛知県の山道に出没するとされる。オートバイ事故で死んだ女性の霊とされる。小刻みに飛びながら車を追いかけ、追いつかれると呪われて死亡するといわれる。
ホッピングばあちゃん
山道で、突然ホッピングに乗って目の前に落下してきて、そのまま大ジャンプで車を飛び越す、というもの。それ以上何かしてくることはないが、驚いてハンドル操作を誤れば死亡事故につながる、と続く場合もある。
ボンネットばばあ
国道を走っているといきなり老婆がボンネットに乗ってくる。驚いて操作を誤ると死ぬこともあるが、7km走り続けるのが良いとされている。
四つん這い婆
四つん這いで走る老婆の怪異。
リヤカーのお婆さん
北海道のあるトンネルに出る怪異で、リヤカーを引き自動車と同速度で走るといわれる。この怪異は、リヤカーを引いた老爺の場合があり、また白い車に乗っていると「三輪車」に乗った少年がでるという。
「ばあちゃん」の部分は、「ばあさん・ばばあ」など地方によって異なる。同じく「ターボ」も、「ダッシュ・ジェット・ハイパー・光速」などの派生がある。その走行速度が名称となっている場合もあり、「40キロばばあ」を始め「60キロ、80キロ、120キロ」など、道路交通法上の制限速度ごとのバージョンが存在する。
- 鞠つきをしている最中に、ひき逃げされた少女の霊が自動車以上のスピードで道路を疾走する「鞠つきマリちゃん」[26]
- 鞠つきをしながら路上の自動車を猛スピードで追いかける「鞠つきじじい」[26]
- 北海道でリヤカーを引いた女性が時速80キロメートルの車と競走する「リヤカーおばさん」[26]
- 岡山県の津山インターチェンジ付近で、白いブラウス、赤いスカート、ランドセル姿の少女が時速80キロメートルでスキップしながら車と車の間を通る「スキップする少女」[26]

さらには犬や猫などの動物が主体のパターンが存在し、攻撃の有無、顛末などは様々である。朝里によれば、『夢で田中にふりむくな』所集の「100キロで走る車と並走する自転車に乗ったまじめなサラリーマン風おじさん」を筆頭にいくつか「高速道路で自転車をこぐ」サラリーマン風の男性が報告されているという。

## 資料
- 山口敏太郎『本当にいる日本の「現代妖怪」図鑑』笠倉出版社、2007年。ISBN 978-4-7730-0365-9。
- 朝里樹『日本現代怪異事典』笠間書院、2018年。ISBN 978-4-30-5708595。